# 疽
疽是中國醫學對皮下疮肿的一個統稱，特點是肿胀坚硬，但肤色不变，多发于项后及背。
《灵枢·痈疽》指「热气淳盛，下陷肌肤，筋髓枯，内连五脏，血气竭，当其痈下，筋骨良肉皆无余，故命曰疽。疽者，上之皮夭以坚，上如牛领之皮。」

《内经》指「盖疽者，阻也。邪气深而内烂，阻人筋骨，属阴难治。」